# Kobanke
Kobanke är en kulle i Danmark.   Den ligger i Faxe kommun och Region Själland, på ön Själland 60 km sydväst om Köpenhamn. Toppen på Kobanke är 123 meter över havet. Kobanke är den högsta naturliga punkten på Själland. Gyldenløves Høj är högre (125,5 m ö.h.), men toppen är ej naturlig.
Närmaste större samhälle är Næstved, 15,8 km väster om Kobanke. Trakten runt Kobanke består till största delen av jordbruksmark.